# Arrondissements de l'Oise

Carte des arrondissements et des sous-préfectures de l'Oise :
Arrondissement de Beauvais
Arrondissement de Clermont
Arrondissement de Compiègne
Arrondissement de Senlis

Le département de l'Oise comprend quatre arrondissements.

## Composition
| Nom                         | Code Insee | Superficie (km2) | Population (dernière pop. légale) | Densité (hab./km2) | Modifier             |
| --------------------------- | ---------- | ---------------- | --------------------------------- | ------------------ | -------------------- |
| Arrondissement de Beauvais  | 601        | 2 099,90         | 230 351 (2022)                    | 110                | modifier les données |
| Arrondissement de Clermont  | 602        | 1 141,70         | 130 837 (2022)                    | 115                | modifier les données |
| Arrondissement de Compiègne | 603        | 1 274,50         | 182 372 (2022)                    | 143                | modifier les données |
| Arrondissement de Senlis    | 604        | 1 344,20         | 287 165 (2022)                    | 214                | modifier les données |
| Oise                        | 60         | 5 860,00         | 830 725 (2022)                    | 142                | modifier les données |

## Histoire
- 1790 : création du département de l'Oise avec neuf districts : Beauvais, Breteuil, Chaumont, Clermont, Compiègne, Crépy, Grandvilliers, Noyon, Senlis
- 1800 : création des arrondissements : Beauvais, Clermont, Compiègne, Senlis
- 1926 : suppression de l'arrondissement de Clermont
- 1942 : restauration de l'arrondissement de Clermont